# Anthophorula texana
Anthophorula texana är en biart som först beskrevs av Heinrich Friese 1899.  Anthophorula texana ingår i släktet Anthophorula och familjen långtungebin. Inga underarter finns listade i Catalogue of Life.